# Угол (Вожегодский район)
Угол — деревня в Вожегодском районе Вологодской области.
Входит в состав Вожегодское городское поселение, с точки зрения административно-территориального деления — в Вожегодский сельсовет.
Расстояние до районного центра Вожеги по автодороге — 8 км. Ближайшие населённые пункты — Новожилиха, Нестериха, Похватинская.
По переписи 2002 года население — 13 человек.